# Château de Longes
Le château de Longes est un château du XVIIe siècle qui se dresse sur la commune de Sulignat dans le département de l'Ain et la région Auvergne-Rhône-Alpes. Il a succédé à une ancienne maison forte du XIIIe siècle, qui fut centre de la seigneurie de Longes.
Le château fait l’objet d’une inscription partielle au titre des monuments historiques par arrêté du 19 mars 1991. Seuls les façades et toitures ainsi que la chapelle sont inscrits.

## Situation
Le château de Longes est situé dans le département français de l'Ain sur la commune de Sulignat.

## Histoire
En 1240 Barthélemy de Saint-Cyr, chevalier, était seigneur de la maison-forte de Longes. En 1288 Guy de Saint-Cyr, son fils, damoiseau, en rend hommage au comte de Savoie.
Des de Saint-Cyr, la seigneurie passa aux Sauvage, seigneurs de Marmont. En 1323, Étienne Sauvage de Marmont la laisse à Odet, son fils.
Par son testament du 14 janvier 1436, Hugonin de Marmont la transmet à Jean, son fils aîné. Louise de Marmont la porta en mariage à Philibert Andrevet, deuxième du nom, dans la famille duquel elle restera jusqu'à Claude Andrevet, chevalier, qui la donnera à Jeanne Aleman, sa veuve. Cette dernière épousera en deuxièmes noces Alexandre-René de Rossi, gentilhomme ordinaire du duc de Savoie, et vendit Longes, le 22 mars 1590, à Hélène d'Aguerre, femme de François de Chabeu, seigneur de Feillens et de Saint-Nizier-le-Désert, qui ne laissa que deux filles.
Longes échut à Lucrèce Chabeu, veuve, en 1602, d'Edme de la Forest, seigneur de Grammont, et, en 1649, de Philippe Dinet, écuyer, seigneur de Saint-Romain. Marie-Madeleine Dinet, sa petite-fille, recueillit Longes dans sa succession et le porta en mariage à Jean-Claude Charbonnier, conseiller du roi, qui en reprit le fief en 1670.
Il passa ensuite à la famille Toublanc, à la suite de l'acquisition qu'en fit Jacques Toublanc, de M. Charbonnier de Crangeat, le 9 avril 1739, et par la suite à la famille Garron de La Bévière, par vente consentie, au prix de 422 000 livres, le 20 octobre 1765, par Jeanne Grand, veuve de Jacques Toublanc, à Antoinette Turban, veuve de Joseph-Ignace-Bernard Garron de la Bévière, ancien capitaine au régiment de Condé.
Le château de Longes fut reconstruit, en partie, en 1674,.
Chapelle castrale
Au XVIIIe siècle, un service régulier se faisait dans la chapelle du château, qui fut restaurée au XIXe siècle.